# Grande Prêmio da Áustria de 1964
Resultados do Grande Prêmio da Áustria de Fórmula 1 realizado em Zeltweg em 23 de agosto de 1964. Sétima etapa da temporada, nela o italiano Lorenzo Bandini obteve a única vitória de sua carreira num dia marcado pela estreia do futuro campeão mundial, Jochen Rindt.

## Classificação da corrida
| Pos. | Nº | Piloto             | Construtor     | Voltas | Tempo/Diferença        | Grid | Pontos |
| ---- | -- | ------------------ | -------------- | ------ | ---------------------- | ---- | ------ |
| 1    | 8  | Lorenzo Bandini    | Ferrari        | 105    | 2:06:18.23             | 7    | 9      |
| 2    | 4  | Richie Ginther     | BRM            | 105    | + 6.18                 | 5    | 6      |
| 3    | 22 | Bob Anderson       | Brabham-Climax | 102    | + 3 voltas             | 14   | 4      |
| 4    | 19 | Tony Maggs         | BRM            | 102    | + 3 voltas             | 19   | 3      |
| 5    | 14 | Innes Ireland      | BRP-BRM        | 102    | + 3 voltas             | 11   | 2      |
| 6    | 11 | Jo Bonnier         | Brabham-Climax | 101    | + 4 voltas             | 10   | 1      |
| 7    | 18 | Giancarlo Baghetti | BRM            | 96     | + 9 voltas             | 15   |        |
| 8    | 17 | Mike Hailwood      | Lotus-BRM      | 95     | + 10 voltas            | 18   |        |
| 9    | 6  | Jack Brabham       | Brabham-Climax | 76     | + 29 voltas            | 6    |        |
| Ret  | 12 | Jochen Rindt       | Brabham-BRM    | 58     | Problemas na direção   | 13   |        |
| Ret  | 10 | Phil Hill          | Cooper-Climax  | 58     | Acidente               | 20   |        |
| Ret  | 5  | Dan Gurney         | Brabham-Climax | 47     | Suspensão              | 4    |        |
| Ret  | 9  | Bruce McLaren      | Cooper-Climax  | 43     | Válvula do motor       | 9    |        |
| Ret  | 2  | Mike Spence        | Lotus-Climax   | 41     | Semieixo e transmissão | 8    |        |
| Ret  | 1  | Jim Clark          | Lotus-Climax   | 40     | Semieixo e transmissão | 3    |        |
| Ret  | 15 | Trevor Taylor      | BRP-BRM        | 21     | Suspensão              | 16   |        |
| Ret  | 20 | Jo Siffert         | Brabham-BRM    | 18     | Acidente               | 12   |        |
| Ret  | 7  | John Surtees       | Ferrari        | 9      | Suspensão              | 2    |        |
| Ret  | 16 | Chris Amon         | Lotus-Climax   | 7      | Motor                  | 17   |        |
| Ret  | 3  | Graham Hill        | BRM            | 5      | Distribuidor           | 1    |        |

## Tabela do campeonato após a corrida
|   | Pos. | Piloto          | Pontos |
| - | ---- | --------------- | ------ |
|   | 1    | Graham Hill     | 32     |
|   | 2    | Jim Clark       | 30     |
|   | 3    | John Surtees    | 19     |
|   | 4    | Richie Ginther  | 17     |
| 4 | 5    | Lorenzo Bandini | 15     |

|   | Pos. | Equipe         | Pontos  |
| - | ---- | -------------- | ------- |
| 1 | 1    | BRM            | 36 (39) |
| 1 | 2    | Lotus-Climax   | 34      |
|   | 3    | Ferrari        | 28      |
|   | 4    | Brabham-Climax | 21      |
|   | 5    | Cooper-Climax  | 10      |

- Nota: Somente as primeiras cinco posições estão listadas. Apenas os seis melhores resultados, dentre pilotos ou equipes, eram computados visando o título. Neste ponto esclarecemos: na tabela dos construtores figurava somente o melhor colocado dentre os carros de um time.